# Can Co
Can Co és un edifici del municipi de Santa Eugènia de Berga (Osona) que forma part de l'Inventari del Patrimoni Arquitectònic de Catalunya.

## Descripció
És una masia de tipus basilical amb cossos que l'envolten i formen un cos que tanca la lliça amb un portal a llevant i un altre a ponent. Consta de planta baixa, primer pis, i golfes damunt el cos central. La façana es troba orientada a migdia i s'hi adossen un cos de porxos sostinguts per pilars quadrats i coberts a una vessant. Es dona accés a la casa a través de la planta baixa dels porxos i presenta un portal rectangular amb llinda datada. A llevant hi ha poques obertures algunes de les quals són de construcció recent. A ponent també hi ha poques obertures. A tramuntana malgrat els cossos adossats es veu l'estructura basilical i petites finestres. És construïda amb lleves de pedra i morter de calç, alguns afegitons de maó. El mur de la lliça té alguns sectors de tàpia.

## Història
Al portal principal del mas hi ha la data 1772, que correspon a la data d'edificació. És un tradicional hostal de camí ral, que estava situat al peu del Camí Ral que va de Vic a Viladrau, i del camí que va de Vic a Vilalleons i a Puig-l'agulla.
Aquesta masia la trobem resgistrada al nomenclàtor de la província de Barcelona de l'any 1860 i consta amb la denominació "masia casa de labranza".